# Take a "5" Train
「Take a "5" Train」（テイク ア ファイブ トレイン）は、A.B.C-Zの2枚目のシングル。2016年6月22日にポニー・キャニオンから発売。

## リリース
表題曲の「Take a "5" Train」はA.B.C-Zの暖かさと親近感を全面に押し出した元気で明るいポップソング。「夢の電車に乗ってA.B.C-Zが聴いている人をハッピーな世界へ連れて行く」がテーマとなっている。
「Take a "5" Train」の振付はメンバーの五関晃一が担当。5人が横一列になってつながっている振付は「電車」や「連結」を表している。
「Take a "5" Train」のミュージックビデオでは宇宙を旅をする車掌にA.B.C-Zが扮している。2021年6月1日「Z Project」の企画「History Collection」の第2弾として「テレパシーOne! Two!」とともにポニー・キャニオン公式YouTubeにてミュージックビデオが公開された。
初回限定盤A（CD+DVD）（PCCA-04411）、初回限定盤B（CD+DVD）（PCCA-04412）、通常盤（CDのみ）（PCCA-04413 ）の3形態で販売。初回限定盤Aは「Take a "5" Train」のミュージックビデオとダンス講座、初回限定盤Bはメイキング映像と空き時間を使っていかにおもしろい映像を撮影できるかに挑戦した特典映像が収録されている。
プロモーション
2016年5月20日の『ミュージックステーション』にて「Take a "5" Train」をテレビ初パフォーマンス。同じ回に出演していた事務所の先輩である嵐の松本潤が「これぞジャニーズ」と太鼓判を押す大技アクロバットを生放送の曲中で披露した。

## 収録曲

### CD
※「Secret Lover」以降、通常盤のみ収録。
1. Take a "5" Train [4:17]
作詞：イワツボコーダイ、作曲：Stephan Elfgren、イワツボコーダイ、編曲：石塚知生
2. 世界一 [5:16]
作詞・作曲：川口進、Emyli、編曲：川口進
3. Secret Lover [4:02]
作詞：Komei Kobayashi、作曲：Justin Reinstein、編曲：Justin Reinstein、MUSSASHI
4. Revolution [3:40]
作詞：ケリー、作曲：Takuya Harada、Tommy Clint、編曲：久下真音
5. Take a "5" Train -Inst.-
6. 世界一 -Inst.-
7. Secret Lover -Inst.-
8. Revolution -Inst.-

### DVD

#### 初回限定盤A
1. 「Take a "5" Train」Music Clip
2. ダンシング五関先生のダンス教室3限目

#### 初回限定盤B
1. Making of「Take a "5" Train」
2. A.B.C-Zの30minチャレンジ 〜ただいま“Music Clip 撮影中”〜

## 特典
予約購入先着特典
- オリジナル特典ポスター（B3サイズ）

封入特典
- プレゼントキャンペーンカード（初回限定盤A、初回限定盤B、通常盤初回）
- Special Photo Book (16P)（初回限定盤B）
- Take a "5" Train 特製チケット型ステッカー（通常盤初回）

初回プレス仕様
- ピクチャーレーベル（通常盤）

## チャート成績
2016年7月4日付のBillboard JAPAN週間セールスシングルチャート「Top Singles Sales」では約3万枚で3位。同日付の「オリコン週間シングルランキング」でも3位を獲得した。